# Дамір-Апаранчай
Дамір-Апаранчай (азерб. Dəmiraparançay — «річка, що тягне залізо») — річка в Азербайджані, що протікає по території Ґабалинського району. Річка бере початок на горі Курведаг на висоті близько 3850 м і, протікаючи в південно-західному напрямку по центральній частині району, розгалужуючись, впадає і в річку Туріанчай і в річку Гьойчай. З річкою Гьойчай річка зустрічається на висоті 385 м над рівнем моря на південному сході села Байрамкохали. На півночі міста Габала в західному напрямку від річки відділяється протока Карачай, яка з'єднується з річкою Туріанчай на півночі села Савалан.
Площа водозбору річки становить 596 км2.
На річці розташовані місто Габала, а також села Кюснет та Лаза (Ґабалінський район). Правою притокою річки є Дурджачай. Над річкою Мучугчай, що є лівою притокою річки Дамір-Апаранчай розташований водоспад Мучуг, який падає з висоти близько 50 м і займає друге місце в Азербайджані після водоспаду Афурджа.